# Ben Cauley
Ben S. Cauley, Jr. né le 3 octobre 1947 à Memphis et mort à Memphis le 21 septembre 2015 est un trompettiste vocaliste et compositeur américain, ancien membre du Stax recording group, The Bar-Kays. Il est l'unique survivant de l'accident d'avion dans lequel sont morts Otis Redding et six membres du groupe the Bar-Kays.

## Biographie
Ben Cauley se met à la trompette et fonde un groupe avec des amis de son âge pendant sa scolarité dont le guitariste Jimmy King. D'abord baptisé les Imperials, le groupe devient au milieu des années 1960 les Bar-Kays. Alors que leur premier album, Soul finger, sort chez Stax recording, ils sont embauchés comme nouveau groupe de scène par Otis Redding.
Malgré les séquelles liées à l'accident d'avion du 10 décembre 1967 Ben Cauley poursuit sa carrière avec le bassiste James Alexander (absent de l'avion ce soir-là) avec qui il reforme les Bar-Kays puis en tant que musicien de studio et de scène à partir du début des années 1970.
Il intègre l'orchestre d'Isaac Hayes et participe à de nombreux enregistrements dans les studios de Memphis, de Muscle Shoals et occasionnellement de Nashville.Il travaille également avec Candi Staton, Joe Tex, Denise LaSalle, William Bell, O. V. Wright, Ann Peebles, Bobby Womack, Millie Jackson, Johnnie Taylor, B.B. King, Z.Z. Hill, Bobby Bland. 
À la fin des années 1980, des problèmes de santé lui font lever le pied mais il continue à se produire occasionnellement (on le retrouve sur les derniers disques de Boz Scaggs et de Keith Richards). Dans le courant des années 2000, il rejoint un ensemble « vintage » les Bo-Keys. Il reste associé dans l’esprit du public à Otis Redding et il ne manque jamais de saluer la mémoire de ses camarades défunts en chantant Dock of the bay.

## Accident d'avion
Le 10 décembre 1967, l’avion personnel d’Otis Redding, un Beech 18, avec à son bord les membres du groupe The Bar-Kays, s'écrase dans le lac Monona (Wisconsin). Ben Cauley est le seul survivant, il a eu le réflexe de détacher sa ceinture avant le plongeon et de s'accrocher à un coussin dans les eaux glacées avant d'être secouru par la police,.

## Articles Connexes
- Otis Redding
- The Bar-Kays
- Stax recording